# Hadar Dafna
Hadar Dafna (hebr. בית הדר דפנה) – biurowiec w osiedlu Ha-Cafon ha-Chadasz we wschodniej części miasta Tel Awiw, w Izraelu.

## Historia
Budynek został zaprojektowany przez architektów Dov Karmi i jego syna Rama. Budowę biurowca ukończono w 1971.

## Dane techniczne
Budynek ma 14 kondygnacji i wysokość 52 metrów.
Wieżowiec wybudowano w stylu brutalistycznym. Wzniesiono go z betonu, stali i szkła. Elewacja jest wykonana z płytek ceramicznych w kolorze brązowym.
Biurowiec ma formę wydłużonego budynku, będącego w rzeczywistości połączeniem czterech wieżowców o różnej wysokości, od 9 do 14 kondygnacji. Wieżowiec zachodni jest najniższy, a położony na wschodzie jest najwyższym.
Poszczególne piętra wieżowca wynajmowane jako biura, m.in. przez państwowego prokuratora (hebr. פרקליטות המדינה, Praklitut Hamedinah), zarząd linii komunikacji autobusowej Dan Bus Company oraz oddział psychogeriatrii Centrum Medycznego Tel Awiwu.